# Méthylanisole
Le méthylanisole ou méthoxytoluène est un composé organique aromatique de formule CH3OC6H4CH3. Il est constitué d'une noyau de benzène substitué par un groupe méthyle (toluène) et un groupe méthoxyle (anisole). Comme tous les benzènes disubstitués, il existe sous la forme de trois isomères structuraux, les composés ortho, méta et para, selon la position relative des deux substituants sur le cycle.

## Propriétés
Ces trois composés sont tous des liquides inflammables, solubles dans les solvants organiques mais peu solubles dans l'eau.
| 30   |
| 3271 |

| 30   |
| 3271 |

| 30   |
| 3271 |

## Synthèse
Les méthoxytoluènes peuvent être préparé via éthérification des crésols par le sulfate de diméthyle.

## Utilisation
Il n'y a pas de débouché commercial majeur pour ces composés, mais ils sont cependant des précurseurs des acides méthoxybenzoïques et méthoxybenzaldéhydes correspondants